# إيبيرفيل (كيبك)
إيبيرفيل (بالإنجليزية: Hébertville, Quebec)‏ هي بلدية محلية في كيبيك تقع في كندا في Lac-Saint-Jean-Est Regional County Municipality.[بحاجة لمصدر]  يقدر عدد سكانها بـ 2,441 نسمة ومساحتها 268.80 كم2 .

## أعلام
- جان فرانسوا لابوينت